# ミハイル・ゲラシモフ
ミハイル・ミハイロヴィチ・ゲラシモフ（ロシア語: Михаи́л Миха́йлович Гера́симов, 英語: Mikhail Mikhailovich Gerasimov, 1907年9月2日 - 1970年7月21日）はソ連邦の著名な学者。

## 経歴
1907年、サンクトペテルブルクで医師の家に生まれる。子供時代と青年時代をイルクーツクで過ごす。11歳の時にイルクーツク郊外で行われた発掘調査に参加している。また、ジョルジュ・キュヴィエの研究と、絶滅した生物の復元に魅了されていた。13歳の時からイルクーツク大学医学部付属解剖学博物館で働き、多くの時間をその遺体安置所で過ごすようになる。
1928年より、イルクーツク州立郷土史博物館で働く。マンモスの牙が発見されていた遺跡を調査し、旧石器時代の遺跡として有名なマルタ遺跡を発見する。1931～1936年には、ブリヤート共和国でフォファノフスキー墓地を調査。1939～1945年、サマルカンドに住んで研究を行う。
1944年にモスクワへ引っ越し、以降歴史物質文化研究所に勤務する。
1950年にソ連国家賞を授与され、復顔研究室の設置を許可された。

## 研究内容・業績
法医学や古生物学の成果に基づき、人類学や考古学の現代化を促した。とりわけ頭蓋骨の復顔の開発者として歴史に名を残している。1930年代初頭に、太古のヒト科の頭蓋骨を手に入れ、入念な測定や解剖学的な調査によって、頭蓋骨から元の顔を割り出すことができることを知った。1968年の自叙伝において当時のことを、機会さえあれば「昔の死者の顔に見入っていた」と回想している。
復顔術が、白骨死体の身元割り出しや殺人事件の解決に有力な手助けとなってからは、ゲラシモフは保存状態の良い歴史上の人物の遺骨を発掘し、念入りにその復顔に取り組むようになった。つまるところゲラシモフが調査し、復顔した人物の数は200名を超え、イワン雷帝やティムール、フリードリヒ・シラー、ヤロスラフ1世などがいる。後にゲラシモフの復顔術は世界中に広まり、ファラオやイエス・キリストの議論の多い復顔にも影響力を及ぼした。

## ゲラシモフによって復顔された人物
- スキルロス
- アンドレイ・ボゴリュプスキー
- フセヴォロド・スヴャトスラヴィチ
- ルーダキー
- ヤロスラフ1世
- 年代記者ネストル
- ティムール
- シャー・ルフ
- ウルグ・ベク
- イヴァン4世
- フョードル1世
- フョードル・ウシャコフ
- フリードリヒ・シラー

## 受賞・栄典
- 1950年：はソ連国家賞を授与。復顔研究室の設置を許可された。